# Atelerix
Atelerix là một chi động vật có vú trong họ Erinaceidae, bộ Erinaceomorpha. Chi này được Pomel miêu tả năm 1848. Loài điển hình của chi này là Erinaceus albiventris Wagner, 1841.

## Các loài
Chi này gồm các loài: Atelerix albiventris

## Hình ảnh

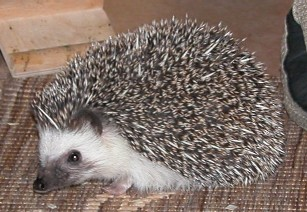
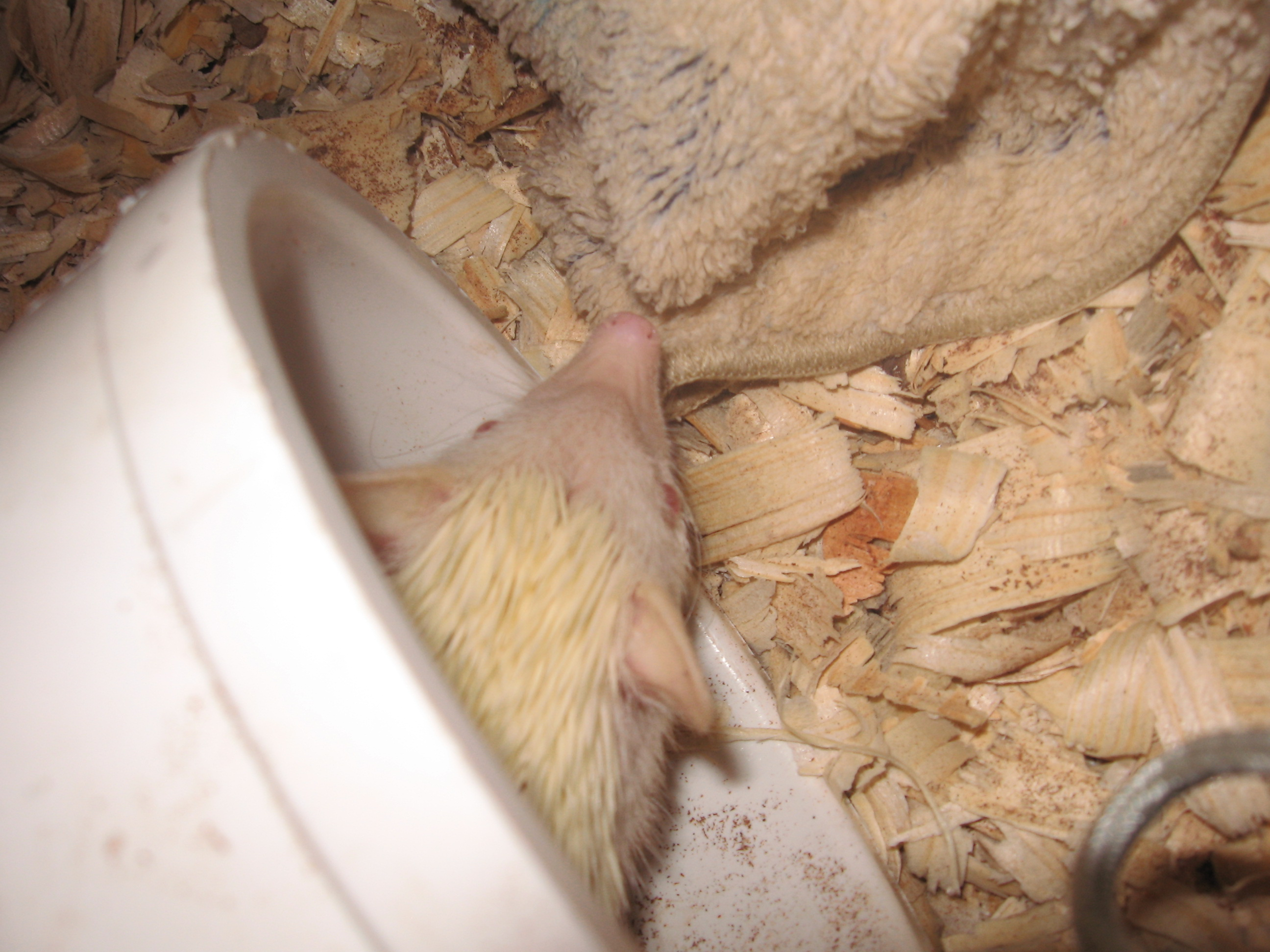